# Liste der Straßen und Plätze in Hamburg-Volksdorf

Lage von Volksdorf in Hamburg und im Bezirk Hamburg-Wandsbek (hellrot)

Die Liste der Straßen und Plätze in Hamburg-Volksdorf ist eine Übersicht der im Hamburger Stadtteil Volksdorf vorhandenen Straßen und Plätze. Sie ist Teil der Liste der Verkehrsflächen in Hamburg.

## Überblick
In Volksdorf (Ortsteilnummer 525) leben 20722 Einwohner (Stand: 31. Dezember 2023) auf 11,6 km². Volksdorf liegt im Postleitzahlenbereich 22359.
In Volksdorf gibt es 157 benannte Verkehrsflächen, darunter zwei Plätze.

## Übersicht der Straßen
Die nachfolgende Tabelle gibt eine Übersicht über alle benannten Verkehrsflächen – Straßen, Plätze und Brücken – im Stadtteil sowie einige dazugehörige Informationen. Im Einzelnen sind dies:
- Name/Lage: aktuelle Bezeichnung der Straße, des Platzes oder der Brücke. Über den Link (Lage) kann die Straße, der Platz oder die Brücke auf verschiedenen Kartendiensten angezeigt werden. Die Geoposition gibt dabei ungefähr die Mitte an. Bei längeren Straßen, die durch zwei oder mehr Stadtteile führen, kann es daher sein, dass die Koordinate in einem anderen Stadtteil liegt.
- Straßenschlüssel: amtlicher Straßenschlüssel, bestehend aus einem Buchstaben (Anfangsbuchstabe der Straße, des Platzes oder der Brücke) und einer dreistelligen Nummer.
- Länge/Maße in Metern:
Hinweis: Die in der Übersicht enthaltenen Längenangaben sind nach mathematischen Regeln auf- oder abgerundete Übersichtswerte, die im Digitalen Atlas Nord[1] mit dem dortigen Maßstab ermittelt wurden. Sie dienen eher Vergleichszwecken und werden, sofern amtliche Werte bekannt sind, ausgetauscht und gesondert gekennzeichnet.
Bei Plätzen sind die Maße in der Form a × b bei rechteckigen Anlagen oder a × b × c bei dreiecksförmigen Anlagen mit a als längster Kante dargestellt.
Der Zusatz (im Stadtteil) gibt an, wie lang die Straße innerhalb des Stadtteils ist, sofern sie durch mehrere Stadtteile verläuft.
- Namensherkunft: Ursprung oder Bezug des Namens.
- Datum der Benennung: Jahr der offiziellen Benennung oder der Ersterwähnung eines Namens, bei Unsicherheiten auch die Angabe eines Zeitraums.
- Anmerkungen: Weitere Informationen bezüglich anliegender Institutionen, der Geschichte der Straße, historischer Bezeichnungen, Baudenkmale usw.
- Bild: Foto der Straße oder eines anliegenden Objektes.

| Name/Lage                             | Straßen- schlüssel | Länge/Maße (in Metern) | Namensherkunft | Datum der Benennung | Anmerkungen | Bild                           |
| ------------------------------------- | ------------------ | ---------------------- | --- | ------------------- | --- | ------------------------------ |
| Aalheitengraben (Lage)                | A001               | 0225                   | nach einem Flurnamen (Aal = Sumpf, Heiten = Heiden) | 1925                | | Aalheitengraben                |
| Achtern Hoff (Lage)                   | A018               | 0105                   | nach einem Flurnamen | 1935                | niederdeutsch Achtern Hoff = Hinterm Hof | Achtern Hoff                   |
| Ahrensburger Platz (Lage)             | A051               | 0060 × 50 × 45         | in Anlehnung an den Ahrensburger Weg | 1929                | | Ahrensburger Platz             |
| Ahrensburger Stieg (Lage)             | A052               | 0350                   | in Anlehnung an den Ahrensburger Weg | 1955                | | Ahrensburger Stieg             |
| Ahrensburger Weg (Lage)               | A055               | 1495                   | Ahrensburg, Stadt in Schleswig-Holstein | 1925/26             | | Ahrensburger Weg               |
| Allhornring (Lage)                    | A082               | 0420                   | in Anlehnung an die Straße Im Allhorn | 1961                | | Allhornring                    |
| Allhornstieg (Lage)                   | A083               | 0110                   | in Anlehnung an die Straße Im Allhorn | 1950                | | Allhornstieg                   |
| Allhornweg (Lage)                     | A084               | 0370                   | in Anlehnung an die Straße Im Allhorn | 1964                | | Allhornweg                     |
| Alversloweg (Lage)                    | A176               | 0370                   | Brunnecke von Alverslohe | 1936                | Der Schildknappe von Alverslohe verpfändete 1437 die Walddörfer an die Stadt Hamburg und löste sie nie wieder aus. | Alversloweg                    |
| Amalie-Sieveking-Weg (Lage)           | A370               | 0335                   | Amalie Sieveking (1794–1859), Philanthropin und Mitbegründerin der Diakonie in Deutschland                                                                     | 1957                | | Amalie-Sieveking-Weg           |
| Am Buckhornwald (Lage)                | A672               | 0295                   | nach der Lage | 1996                | | Am Buckhornwald                |
| Am Eichenrehmen (Lage)                | A216               | 0425                   | nach einem mit Eichen bestandenen Waldstreifen (Rehmen) | 1936                | | Am Eichenrehmen                |
| Am Reisenbrook (Lage)                 | A321               | 0565                   | nach einem Flurnamen | 1964                | | Am Reisenbrook                 |
| An den Teichwiesen (Lage)             | A543               | 0105                   | nach dem Flurnamen Teichwiesen | 1970                | | An den Teichwiesen             |
| Auf dem Pfahlt (Lage)                 | A503               | 0105                   | nach einem Flurnamen | 1935                | | Auf dem Pfahlt                 |
| Auf dem Rapsfeld (Lage)               | A682               | 0315                   | nach dem dort früher angebauten Raps | 1998                | | Auf dem Rapsfeld               |
| Auf den Wöörden (Lage)                | A507               | 0610                   | nach einem Flurnamen | 1925                | Wöörden = Wurt (erhöhter Platz für Gebäude) | Auf den Wöörden                |
| Bartelssaal (Lage)                    | B082               | 0170                   | nach einem Flurnamen | 1950                | Als Saal wird eine Viehtränke auf dem Feld bezeichnet. | Bartelssaal                    |
| Beerenwinkel (Lage)                   | B137               | 0205                   | nach einem Flurnamen | 1948                | | Beerenwinkel                   |
| Begel (Lage)                          | B141               | 0370                   | nach einer Flurbezeichnung | 1926                | | Begel                          |
| Beim Großen Teich (Lage)              | B207               | 0150                   | nach einem früher zwischen Sasel und Volksdorf gelegenen Teich                                                                                                 | 1936                | | Beim Großen Teich              |
| Birkenredder (Lage)                   | B366               | 0480                   | nach der Bepflanzung mit Birken | 1931                | | Birkenredder                   |
| Birkenstieg (Lage)                    | B369               | 0265                   | in Anlehnung an den Birkenredder | 1931                | | Birkenstieg                    |
| Böge (Lage)                           | B435               | 0230                   | nach einem Flurnamen (Böge = Biegung) | 1926                | | Böge                           |
| Brachland (Lage)                      | B528               | 0220                   | nach dem landwirtschaftlichen Begriff Brache | 1950                | | Brachland                      |
| Brunsdorfer Weg (Lage)                | B647               | 0225 (im Stadtteil)    | nach dem sagenhaften, untergegangenen Dorf Brunsdorf, bei dem es sich um das Dorf Lottbek gehandelt haben soll, einem heutigen Ortsteil der Gemeinde Ammersbek | 1947                | zwischen Hausnummer 3 und 20 südliche Straßenhälfte in Bergstedt, ebenfalls weiter westlich bis Volksdorfer Grenzweg, nördliche Straßenhälfte sowie der weitere östliche Verlauf in Volksdorf | Brunsdorfer Weg                |
| Buchenkamp (Lage)                     | B660               | 0895                   | nach einem Flurnamen | 1936                | | Buchenkamp                     |
| Buchenring (Lage)                     | B818               | 0585                   | in Anlehnung an den Buchenkamp | 1981                | | Buchenring                     |
| Buchenstieg (Lage)                    | B819               | 0285                   | in Anlehnung an den Buchenkamp | 1981                | | Buchenstieg                    |
| Buckhorn (Lage)                       | B672               | 0800                   | nach einem Flurnamen | 1926                | | Buckhorn                       |
| Buckhornstieg (Lage)                  | B749               | 0215                   | in Anlehnung an die Straße Buckhorn | 1968                | | Buckhornstieg                  |
| Claus-Ferck-Straße (Lage)             | C040               | 0555                   | nach der alteingesessenen Bauernfamilie Ferck, deren erstgeborener Sohn immer den Vornamen Claus erhielt                                                       | vor 1938            | | Claus-Ferck-Straße             |
| Cornehlsweg (Lage)                    | C054               | 0410                   | nach der seit dem 17. Jahrhundert in Volksdorf ansässigen Bauernfamilie Cornehls                                                                               | 1926                | | Cornehlsweg                    |
| Dellingerweg (Lage)                   | D276               | 0155                   | Rudolf Dellinger (1857–1910), Komponist und Kapellmeister | 1986                | Auf Volksdorfer Gebiet liegen lediglich die Grundstücke 5 bis 13, ansonsten in Rahlstedt, insbesondere die komplette Straßenfläche. | Dellingerweg                   |
| Dickichtweg (Lage)                    | D086               | 0115                   | nach dem Flurnamen Im Dick | 1950                | | Dickichtweg                    |
| Diekkamp (Lage)                       | D095               | 0600                   | nach der Flurbezeichnung Im Diek | 1908                | | Diekkamp                       |
| Diekkoppel (Lage)                     | D096               | 0110                   | in Anlehnung an die Diekkoppel | 1954                | | Diekkoppel                     |
| Diekredder (Lage)                     | D099               | 0110                   | in Anlehnung an die Diekkoppel | 1954                | | Diekredder                     |
| Dorfwinkel (Lage)                     | D157               | 0135                   | nach Lage und Verlauf im alten Teil Volksdorfs | 1948                | | Dorfwinkel                     |
| Duvenwischen (Lage)                   | D238               | 1195                   | nach einem Flurnamen (duv = tief gelegenes Sumpfland, Wisch = Wiese)                                                                                           | 1948                | | Duvenwischen                   |
| Engenhusen (Lage)                     | E184               | 0185                   | nach dem etwa im 14. Jahrhundert untergegangenen Dorf gleichen Namens, das sich in dieser Gegend befunden haben soll                                           | 1956                | | Engenhusen                     |
| Eulenkrugpfad (Lage)                  | E258               | 0170                   | in Anlehnung an die Eulenkrugstraße | 1950                | | Eulenkrugpfad                  |
| Eulenkrugstraße (Lage)                | E259               | 2605                   | nach der früheren Bezeichnung Eulenkrugchaussee, die darauf schließen lässt, dass sich hier früher eine Gastwirtschaft (niederdeutsch Kroog) befunden hat      | 1936                | Die Straße setzt sich für ein kurzes Stück auf schleswig-holsteinischem Gebiet fort. | Eulenkrugstraße                |
| Farenkoppel (Lage)                    | F030               | 0285                   | nach einer Flurbezeichnung (Faren = Farnkraut) | 1925                | | Farenkoppel                    |
| Farmsener Landstraße (Lage)           | F034               | 2300                   | Hamburger Stadtteil Farmsen | 1950                | | Farmsener Landstraße           |
| Feldkamp (Lage)                       | F061               | 0095                   | nach einem Flurnamen | 1946                | | Feldkamp                       |
| Flethmannskamp (Lage)                 | F151               | 0195                   | nach dem 1529 erwähnten Flethmannsteich, möglich auch nach einem Feld, das einer Familie Flethmann gehörte                                                     | 1934                | Sowohl Beckershaus als auch Hanke bieten beide Deutungen an. | Flethmannskamp                 |
| Foßredder (Lage)                      | F196               | 0725                   | frei gewählter Name | 1913                | niederdeutsch Foß = Fuchs | Foßredder                      |
| Foßsölen (Lage)                       | F197               | 0120                   | nach einem Flurnamen | 1936                | niederdeutsch Foß = Fuchs, Söle = Sumpfloch | Foßsölen                       |
| Frankring (Lage)                      | F205               | 0835                   | Brüder Hermann (1871–1941), Kaufmann, und Paul Frank (1878–1951), Architekt                                                                                    | 1957                | | Frankring                      |
| Groten Hoff (Lage)                    | G370               | 0250                   | nach der niederdeutschen Bezeichnung für einen großen Hof | 1972                | | Groten Hoff                    |
| Gussau (Lage)                         | G340               | 1515                   | nach einer Flurbezeichnung | 1929                | | Gussau                         |
| Gustav-Weihrauch-Weg (Lage)           | G356               | 0240                   | Gustav Weihrauch (1862–1940), Pädagoge und Naturschützer | 1968                | | Gustav-Weihrauch-Weg           |
| Halenreie (Lage)                      | H060               | 0715                   | nach einem Flurnamen | 1921                | | Halenreie                      |
| Haselkamp (Lage)                      | H163               | 0730                   | nach einer Flurbezeichnung | 1909                | | Haselkamp                      |
| Heckenrund (Lage)                     | H213               | 0275                   | nach dem Verlauf der Straße und der Bepflanzung | 1953                | | Heckenrund                     |
| Heiderosenweg (Lage)                  | H247               | 0455                   | nach der Hunds- oder Wein-Rose | 1946                | | Heiderosenweg                  |
| Heidloge (Lage)                       | H258               | 0330                   | nach einem Flurnamen | 1936                | Als Loge wird ein mit niedrigem Buschwerk bewachsenes Gelände bezeichnet. | Heidloge                       |
| Heinrich-Goebel-Straße (Lage)         | H293               | 0490                   | Heinrich Göbel (1818–1893), Feinmechaniker | 1948                | | Heinrich-Goebel-Straße         |
| Heinrich-von-Ohlendorff-Straße (Lage) | H308               | 1015 (im Stadtteil)    | Heinrich Ohlendorff (1836–1928), Kaufmann | 1936                | ab Hausnummer 26 in westlicher Richtung in Bergstedt; das am südlichen Ende gelegene Grundstück mit der Hausnummer 101 liegt auf schleswig-holsteinischem Gebiet in der Gemeinde Ammersbek | Heinrich-von-Ohlendorff-Straße |
| Heinsonweg (Lage)                     | H311               | 0735                   | Theodor Heinson (1856–1922), Gutsverwalter von Heinrich Ohlendorff                                                                                             | 1929                | | Heinsonweg                     |
| Hempenkamp (Lage)                     | H345               | 0325                   | nach einem Flurnamen (Hempen = Hanf) | 1925                | | Hempenkamp                     |
| Herkenkrug (Lage)                     | H361               | 0695                   | nach einer erstmals 1396 erwähnten Gegend zwischen Volksdorf, Sasel und Berne                                                                                  | 1936                | | Herkenkrug                     |
| Hirtenkamp (Lage)                     | H471               | 0160                   | nach den von Hirten benutzten landwirtschaftlichen Flächen | 1935                | | Hirtenkamp                     |
| Hochbahnwanderweg (Lage)              | H775               | 2815 (im Stadtteil)    | nach Lage und Bestimmung entlang der U-Bahn-Linie 1 zwischen den Bahnhöfen Volksdorf und Ohlstedt                                                              | 1983                | Fuß- und Radweg. Der Weg hat eine Gesamtlänge von ca. 5,2 km, davon verlaufen weitere 1,8 km in Wohldorf-Ohlstedt, restliche ca. 560 Meter auf schleswig-holsteinischem Gebiet durch die Gemeinde Ammersbek in Höhe des U-Bahnhofs Hoisbüttel.                                                                                   | Hochbahnwanderweg in Volksdorf |
| Hoisberg (Lage)                       | H567               | 0295                   | nach dem Flurnamen Hoichsbarg (höchster Berg) | 1925                | | Hoisberg                       |
| Holthusenstraße (Lage)                | H598               | 0500                   | Gottfried Holthusen (1848–1920), Kaufmann und Senator, und Agnes Holthusen (1896–1990), Kunstmäzenin                                                           | 1905                | | Holthusenstraße                |
| Holunderkamp (Lage)                   | H604               | 0165                   | nach einem Flurnamen | 1952                | | Holunderkamp                   |
| Holzreie (Lage)                       | H611               | 0080                   | nach einem Flurnamen | 1950                | | Holzreie                       |
| Horstlooge (Lage)                     | H646               | 0635                   | nach einem Flurnamen, der auf eine leichte Erhebung in einem ansonsten flachen Gelände hinweist                                                                | 1912                | | Horstlooge                     |
| Hültkoppel (Lage)                     | H669               | 0100                   | nach einem Flurnamen | 1950                | niederdeutsch hült = hölzern | Hültkoppel                     |
| Hültkoppelstieg (Lage)                | H817               | 0075                   | in Anlehnung an die Hültkoppel | 1998                | | Hültkoppelstieg                |
| Huusbarg (Lage)                       | H699               | 1130                   | nach einem Flurnamen | 1951                | | Huusbarg                       |
| Huusbargstieg (Lage)                  | H811               | 0300                   | in Anlehnung an die Straße Huusbarg | 1996                | | Huusbargstieg                  |
| Im Allhorn (Lage)                     | I024               | 0735                   | nach einem Flurnamen | 1925                | | Im Allhorn                     |
| Im Alten Dorfe (Lage)                 | I025               | 0495                   | nach der Lage im ältesten Teil Volksdorfs | 1921                | | Im Alten Dorfe                 |
| Im Berge (Lage)                       | I028               | 0590                   | Der Straßenname ist eine Abschleifung des Wortes Immenbarg. | 1925                | niederdeutsch Immenbarg = Bienenberg, als Platz für Bienenvölker | Im Berge                       |
| Im Hain (Lage)                        | I036               | 0065                   | frei gewählter Name | 1936                | | Im Hain                        |
| Im Meienthun (Lage)                   | I041               | 0750                   | nach einem Flurnamen | 1935                | Meien = Gemeindeland, Thun = Zaun, also eingezäuntes Gemeindeland | Im Meienthun                   |
| Immenschuur (Lage)                    | I067               | 0790                   | nach einem Flurnamen | 1950                | niederdeutsch Immenschuur = Bienenkorb | Immenschuur                    |
| Im Regestall (Lage)                   | I043               | 0790                   | nach einem Flurnamen | 1937                | Das aus dem Mittelniederdeutschen stammende Wort enthält die Begriffe Riegel und Stall und meint eine abgegrenzte Stelle auf einer Weide, an der die Kühe zum Melken zusammengetrieben wurden. Eine andere Lesart versteht Rege (oder auch Rüge) als Gericht, sodass es sich auch um eine Gerichtsstätte gehandelt haben könnte. | Im Regestall                   |
| Im Sorenfelde (Lage)                  | I049               | 0510                   | nach einem Flurnamen (sor = trocken) | 1929                | | Im Sorenfelde                  |
| Im Ulenbusch (Lage)                   | I052               | 0495                   | nach einem Flurnamen | 1937                | niederdeutsch Ulen = Eulen | Im Ulenbusch                   |
| Johannes-Beckmann-Weg (Lage)          | J062               | 0170                   | Johannes Beckmann (1860–1948), Gemeindevorsteher in Volksdorf von 1919 bis 1932                                                                                | 1948                | | Johannes-Beckmann-Weg          |
| Johannes-Schult-Weg (Lage)            | J112               | 0290                   | Johannes Schult (1884–1965), SPD-Politiker und Oberschulrat | 1968                | | Johannes-Schult-Weg            |
| Kattjahren (Lage)                     | K105               | 0200                   | nach einem Flurnamen | 1921                | | Kattjahren                     |
| Klöpperstieg (Lage)                   | K267               | 0075                   | Heinrich Adolph Klöpper (1869–1928), Großkaufmann | 1962                | Klöpper ließ das nach ihm benannte Klöpperhaus bauen. | Klöpperstieg                   |
| Klosterwisch (Lage)                   | K279               | 0665                   | nach einem Flurnamen | 1934                | Die Wiese (Wisch) soll laut einer Schenkungsurkunde aus dem Jahr 1296 dem Kloster St. Johannis in Harvestehude gehört haben. | Klosterwisch                   |
| Kohmannweg (Lage)                     | K340               | 0185                   | nach der seit dem 16. Jahrhundert in Volksdorf ansässigen Bauernfamilie Kohmann                                                                                | 1948                | | Kohmannweg                     |
| Krampengrund (Lage)                   | K401               | 0330                   | nach einem Flurnamen | 1919                | | Krampengrund                   |
| Kurzenremen (Lage)                    | K523               | 0290                   | nach einer Flurbezeichnung | 1946                | Re(h)men sind schmale Baumstreifen zwischen den Feldern, die der Erosion vorbeugen sollen und gleichzeitig der Bevölkerung zur Versorgung mit Kleinholz dienten. | Kurzenremen                    |
| Langenwiesen (Lage)                   | L056               | 0440                   | nach einem Flurnamen | 1933                | | Langenwiesen                   |
| Langfeld (Lage)                       | L061               | 0520                   | nach dem Flurnamen Im langen Felde | 1946                | | Langfeld                       |
| Lerchenberg (Lage)                    | L136               | 0820                   | nach einem Flurnamen | 1929                | | Lerchenberg                    |
| Lerchenhöhe (Lage)                    | L138               | 0310                   | in Anlehnung an die Straße Lerchenberg | 1939                | | Lerchenhöhe                    |
| Lottbeker Feld (Lage)                 | L260               | 0505                   | nach dem früher hier gelegenen und durch die Pest 1545 wüst gewordenen Dorf Lottbek                                                                            | 1926                | | Lottbeker Feld                 |
| Lottbeker Platz (Lage)                | L261               | 0085 × 20              | in Anlehnung an die Straße Lottbeker Feld | 1926                | | Lottbeker Platz                |
| Maetzelweg (Lage)                     | M011               | 0260                   | Emil Maetzel (1877–1955), seine Frau Dorothea Maetzel-Johannsen (1886–1930), Maler, und Tochter Monika Maetzel (1917–2010), Keramikkünstlerin                  | 1960                | zusätzliche Widmung (Tochter Monika) seit 2017 | Maetzelweg                     |
| Meiendorfer Weg (Lage)                | M118               | 0590 (im Stadtteil)    | Rahlstedter Ortsteil Meiendorf | 1947                | südlich des Volksdorfer Waldes in Rahlstedt | Meiendorfer Weg                |
| Meienredder (Lage)                    | M119               | 0420                   | nach einem Flurnamen | 1950                | | Meienredder                    |
| Mellenbergkamp (Lage)                 | M412               | 0120                   | in Anlehnung an den Mellenbergweg | 1986                | | Mellenbergkamp                 |
| Mellenbergstieg (Lage)                | M139               | 0200                   | in Anlehnung an den Mellenbergweg | 1950                | | Mellenbergstieg                |
| Mellenbergweg (Lage)                  | M140               | 1845 (im Stadtteil)    | nach der Lage beim Mellenberg am Ostende des Volksdorfer Waldes                                                                                                | 1903                | südlich des Volksdorfer Waldes in Rahlstedt | Mellenbergweg                  |
| Moorbekring (Lage)                    | M427               | 0690                   | in Anlehnung an den Moorbekweg | 1995                | | Moorbekring                    |
| Moorbekweg (Lage)                     | M247               | 1035                   | Moorbek, teilweise als Grenze zwischen Volksdorf und Ahrensburg verlaufender Bach                                                                              | 1933                | | Moorbekweg                     |
| Moorredder (Lage)                     | M274               | 0850                   | nach den früher hier befindlichen Torfflächen der Volksdorfer Bauern                                                                                           | 1933                | | Moorredder                     |
| Ohlendorffs Tannen (Lage)             | O058               | 0620                   | Heinrich Ohlendorff (1836–1928), Kaufmann | 1948                | Ohlendorff ließ einen Teil seines Grundbesitzes aufforsten, daher der Straßenname. | Ohlendorffs Tannen             |
| Pastorenstieg (Lage)                  | P256               | 0955                   | nach dem Verbindungsweg zwischen dem alten Pastorat am Waldredder und dem neuen am Rockenhof                                                                   | 2000                | | Pastorenstieg                  |
| Philipp-Reis-Weg (Lage)               | P109               | 0320                   | Philipp Reis (1834–1874), Physiker und Erfinder | 1950                | | Philipp-Reis-Weg               |
| Pralleweg (Lage)                      | P190               | 0255                   | Heinrich Pralle (1860–1951), Begründer des Werkunterrichts an Hamburger Schulen                                                                                | 1960                | | Pralleweg                      |
| Rehblöcken (Lage)                     | R098               | 0545                   | nach dem Flurnamen Im Rotblöcken (gerodete Ackerfläche) | 1948                | | Rehblöcken                     |
| Rittmeisterkoppel (Lage)              | R213               | 0835                   | Herkunft nicht gesichert, möglicherweise nach einem Vorbesitzer Rittmeister                                                                                    | 1942                | | Rittmeisterkoppel              |
| Rockenhof (Lage)                      | R219               | 0130                   | nach einem Flurnamen | 1921                | Der Rockenhof ist der hochgelegene Teil eines Bauernhofes. | Rockenhof                      |
| Rögeneck (Lage)                       | R383               | 0250                   | in Anlehnung an den Rögenweg | 1969                | | Rögeneck                       |
| Rögenfeld (Lage)                      | R228               | 0665                   | in Anlehnung an den Rögenweg | 1964                | | Rögenfeld                      |
| Rögenstieg (Lage)                     | R232               | 0170                   | in Anlehnung an den Rögenweg | 1954                | | Rögenstieg                     |
| Rögenweg (Lage)                       | R233               | 1195                   | nach einem Flurnamen | 1925                | Ein Rögen ist eine kleine, mit Bäumen bewachsene Anhöhe. | Rögenweg                       |
| Saseler Weg (Lage)                    | S070               | 1395                   | Hamburger Stadtteil Sasel | 1911                | | Saseler Weg                    |
| Scheidereye (Lage)                    | S136               | 0450                   | nach dem Begriff für einen Grenzwasserlauf | 1952                | | Scheidereye                    |
| Schemmannstraße (Lage)                | S142               | 0945                   | Hermann Schemmann (1842–1910), Kaufmann und Hamburger Senator                                                                                                  | 1906                | | Schemmannstraße                |
| Schmalenremen (Lage)                  | S230               | 0860                   | nach einem Flurnamen | 1919                | siehe auch Kurzenremen | Schmalenremen                  |
| Schoolmesterkamp (Lage)               | S274               | 0370                   | nach einer Flurbezeichnung | 1948                | Den gering verdienenden Lehrern (niederdeutsch Schoolmester = Schulmeister) wurde ein Deputatland aus Gemeindeeigentum zur Verfügung gestellt. | Schoolmesterkamp               |
| Sorenfeldring (Lage)                  | S513               | 0345                   | in Anlehnung an die Straße Im Sorenfelde | 1964                | | Sorenfeldring                  |
| Sorenremen (Lage)                     | S515               | 0155                   | nach einer Flurbezeichnung | 1942                | siehe auch Kurzenremen | Sorenremen                     |
| Sportzenkoppel (Lage)                 | S896               | 0415                   | nach einem Flurnamen | 1983                | | Sportzenkoppel                 |
| Sportzenstieg (Lage)                  | S897               | 0065                   | in Anlehnung an die Sportzenkoppel | 1983                | | Sportzenstieg                  |
| Sportzenwiese (Lage)                  | S898               | 0060                   | in Anlehnung an die Sportzenkoppel | 1983                | | Sportzenwiese                  |
| Steinreye (Lage)                      | S648               | 0255                   | nach dem Namen eines mittlerweile versiegten Grenzwasserlaufs                                                                                                  | 1952                | | Steinreye                      |
| Steinwegenskoppel (Lage)              | S658               | 0155                   | nach dem ehemaligen Waldgebiet „Steinwegen“ | 1950                | Die Grundstücke auf der Nordwestseite liegen in Sasel, die Südostseite und die komplette Straßenfläche gehören zu Volksdorf. | Steinwegenskoppel              |
| Streekweg (Lage)                      | S736               | 0455 (im Stadtteil)    | nach einem Flurnamen | 1911                | niederdeutsch Streek = u. a. Streifen, Strich, Landstück Die linke Straßenhälfte zwischen Volksdorfer Damm und Hausnummer 32 befindet sich in Bergstedt, ansonsten liegt die Straße in Volksdorf. | Streekweg                      |
| Stüfelkoppel (Lage)                   | S765               | 0400                   | nach dem Flurnamen Stüffel (niedriges Gebüsch) | 1925                | Fußweg | Stüfelkoppel                   |
| Tannenkamp (Lage)                     | T016               | 0300                   | nach einem Flurnamen | 1909                | | Tannenkamp                     |
| Tonradsmoor (Lage)                    | T213               | 0585                   | nach einer Flurbezeichnung | 1980                | | Tonradsmoor                    |
| Tunnkoppelring (Lage)                 | T214               | 0710                   | nach der Flurbezeichnung Tunnkoppel | 1981                | Tunn = Tonne, auch als Korn- oder Flächenmaß verwendet. | Tunnkoppelring                 |
| Tunnkoppelstieg (Lage)                | T215               | 0135                   | nach der Flurbezeichnung Tunnkoppel | 1981                | Tunn = Tonne, auch als Korn- oder Flächenmaß verwendet. | Tunnkoppelstieg                |
| Uppenhof (Lage)                       | U041               | 0395                   | nach dem niederdeutschen Begriff für Auf dem Hof | 1938                | | Uppenhof                       |
| Volksdorfer Damm (Lage)               | V078               | 1850 (im Stadtteil)    | nach der Lage im Stadtteil | 1947                | bis Kreuzung Volksdorfer Grenzweg komplett in Bergstedt, ab dort nur die westliche Straßenhälfte bis zur Einmündung des Streekwegs, ansonsten in Volksdorf | Volksdorfer Damm               |
| Volksdorfer Grenzweg (Lage)           | V079               | 0265 (im Stadtteil)    | nach der Funktion als Grenzverlauf zwischen Bergstedt und Volksdorf                                                                                            | 1947                | zwischen Hausnummern 52 und 86 östliche Straßenhälfte in Volksdorf, ansonsten in Bergstedt | Volksdorfer Grenzweg           |
| Vörn Barkholt (Lage)                  | V054               | 0615                   | nach einem Flurnamen | 1948                | niederdeutsch Vörn Barkholt = Vor dem Birkengehölz | Vörn Barkholt                  |
| Waldherrenallee (Lage)                | W026               | 0470                   | nach der Bezeichnung für den Senator, der für die Verwaltung der Geestlande zuständig war                                                                      | 1952                | | Waldherrenallee                |
| Waldredder (Lage)                     | W031               | 0505                   | nach einem in den Wald führenden Feldweg | 1946                | | Waldredder                     |
| Waldreiterring (Lage)                 | W032               | 1270                   | nach der Bezeichnung für die beamteten Forstangestellten in den Walddörfern                                                                                    | 1952                | | Waldreiterring                 |
| Waldvogtstraße (Lage)                 | W036               | 0220                   | nach der Bezeichnung für den ständigen Vertreter des Waldherrn                                                                                                 | 1952                | | Waldvogtstraße                 |
| Waldweg (Lage)                        | W037               | 1490 (im Stadtteil)    | nach dem ehemaligen Saseler Wald, durch den die Straße führte                                                                                                  | 1948                | nordwestlich der Steinwegenskoppel in Sasel | Waldweg                        |
| Weg Nr. 320 (Lage)                    | W109               | 0150                   | |                     | Mit Nummern versehene Wege wurden seinerzeit als Orientierungshilfe vom Bau- und Vermessungsamt in damals noch ländlichen Gegenden vergeben und sollen sukzessive Straßennamen erhalten. | Weg Nr. 320                    |
| Weidenkamp (Lage)                     | W134               | 0150                   | nach einem Flurnamen | 1936                | | Weidenkamp                     |
| Weidwiese (Lage)                      | W143               | 0165                   | in Anlehnung an den Weidenkamp | 1948                | | Weidwiese                      |
| Weiße Rose (Lage)                     | W444               | 0130                   | nach der gleichnamigen deutschen Widerstandsgruppe im Zweiten Weltkrieg                                                                                        | 1974                | | Weiße Rose (HH-Volksdorf)      |
| Wensenbalken (Lage)                   | W170               | 0580                   | nach einer Flurbezeichnung | 1926                | | Wensenbalken                   |
| Wichelnbusch (Lage)                   | W215               | 0165                   | nach dem niederdeutschen Begriff für die Weide | 1950                | | Wichelnbusch                   |
| Wiesenhöfen (Lage)                    | W242               | 0170                   | nach den Wiesenhöfen der Hufner | 1921                | | Wiesenhöfen                    |
| Wiesenkamp (Lage)                     | W243               | 0375                   | nach einer Flurbezeichnung | 1909                | | Wiesenkamp                     |
| Wietreie (Lage)                       | W253               | 0825                   | nach einem Flurnamen | 1935                | | Wietreie                       |
| Wildpfahl (Lage)                      | W267               | 0110                   | nach einem hier bis 1782 befindlichen Pfahl, der die Jagdgrenze von Volksdorf, Bergstedt und Hoisbüttel markierte                                              | 1948                | | Wildpfahl                      |
| Wulfsdorfer Weg (Lage)                | W415               | 1075                   | Wulfsdorf, heute Stadtteil von Ahrensburg | 1950                | | Wulfsdorfer Weg                |
| Zabelweg (Lage)                       | Z001               | 0210                   | Albrecht Zabel (um 1320), Besitzer Lottbeks und der Volksdorfer Mühle                                                                                          | 1961                | | Zabelweg                       |
| Zuschlagkoppel (Lage)                 | Z058               | 0255                   | nach einem Flurnamen | 1950                | Ein Zuschlag ist ein Waldstück, das einem Dorf zur Nutzung zugeteilt wurde. | Zuschlagkoppel                 |